# جزيرة كاجا
جزيرة كاجا وهي جزيرة من جزر إندونيسيا، وتقع في إقليم كالمنتان الوسطى في إندونيسيا.